# Discografia de Stellar
A discografia do grupo sul-coreano Stellar consiste em três mini-álbuns e dez singles.

## Extended plays
| Título                 | Datalhes do álbum | Melhores posições | Vendas        |
| Título                 | Datalhes do álbum | COR               | Vendas        |
| ---------------------- | --- | ----------------- | ------------- |
| Marionette             | - Lançamento: 12 de fevereiro de 2014 - Gravadora: The Entertainment Pascal - Formato: CD, digital download Tracklist 1. T.I.E 2. Marionette 3. Guilty 4. Take It All 5. Study 6. Study (Remix Ver.)               | 19                | - COR: 2.433  |
| Sting                  | - Lançamento: 18 de janeiro de 2016 - Gravadora: The Entertainment Pascal - Formato: CD, digital download Tracklist 1. Do You Hear Me? 2. Sting 3. Insomnia 4. Love Spell 5. Cinderella 6. Vibrato                 | 13                | - COR: 2,722+ |
| Stellar Into the World | - Lançamento: - Gravadora: The Entertainment Pascal - Formato: CD, digital download Tracklist 1. Archangels of the Sephiroth 2. Why Me 3. The Wave 4. Twinkle 5. Cinderella 6. Archangels of the Sephiroth (Inst.) | 17                | - COR:        |

## Singles
| Ano                                                                                          | Título                        | Melhores posições nas paradas | Melhores posições nas paradas | Álbum                  |
| Ano                                                                                          | Título                        | KOR                           | USA                           | Álbum                  |
| Ano                                                                                          | Título                        | Gaon                          | Billboard K-Pop Hot 100       | Álbum                  |
| -------------------------------------------------------------------------------------------- | ----------------------------- | ----------------------------- | ----------------------------- | ---------------------- |
| 2011                                                                                         | "Rocket Girl"                 | 143                           | —                             | singles sem álbum      |
| 2012                                                                                         | "UFO"                         | 188                           | —                             | singles sem álbum      |
| 2013                                                                                         | "Study"                       | 90                            | 90                            | Marionette             |
| 2014                                                                                         | "Marionette"                  | 35                            | 34                            | Marionette             |
| 2014                                                                                         | "Mask"                        | 147                           |                               | singles sem álbum      |
| 2015                                                                                         | "Fool"                        | 132                           |                               | singles sem álbum      |
| 2015                                                                                         | "Vibrato"                     | 97                            | 20                            | Sting                  |
| 2016                                                                                         | "Sting"                       | 90                            |                               | Sting                  |
| 2016                                                                                         | "Crying"                      | 116                           |                               | CRY                    |
| 2017                                                                                         | "Archangels of the Sephiroth" | -                             | -                             | Stellar into the world |
| "—" indica lançamentos que não figuraram nas paradas ou que não foram lançados nessa região. |                               |                               |                               |                        |

## Trilhas Sonoras
| Ano                                                                                          | Título         | Melhores posições nas paradas | Álbum                    |
| Ano                                                                                          | Título         | KOR                           | Álbum                    |
| Ano                                                                                          | Título         | Gaon                          | Álbum                    |
| -------------------------------------------------------------------------------------------- | -------------- | ----------------------------- | ------------------------ |
| 2011                                                                                         | "Loving U"     | 143                           | Spy Myung-wol OST Part.5 |
| 2015                                                                                         | "My, Love You" | —                             | All is Well OST          |
| "—" indica lançamentos que não figuraram nas paradas ou que não foram lançados nessa região. |                |                               |                          |